# Silent House
Silent House (bra: A Casa Silenciosa; prt: Casa Silenciosa) é um filme franco-estadunidense de 2012, gêneros terror e suspense, dirigido por Chris Kentis.
O elenco tem Elizabeth Olsen, Adam Trese e Eric Sheffer Stevens, entre outros.